# Ostra (Pasmo Ostrej)
Ostra (925 m) – szczyt w Beskidzie Wyspowym, znajdujący się w paśmie górskie o przebiegu równoleżnikowym, zwanym Pasmem Ostrej. Ma zalesiony wierzchołek i większą część stoków. Potoki spływające z Ostrej uchodzą do Jastrzębika lub Potoku Starowiejskiego.
Ostra jest całkowicie porośnięta lasem. Dosyć rozległa jest panorama widokowa tylko z południowych jej zboczy (powyżej przełęczy Ostra-Cichoń), poniżej lasu. Widać stąd (od lewej): Radziejową, Dzwonkówkę, Kicznię, potężny masyw Modyni, Gorc, Turbacz i Wielki Wierch.
Piesze szlaki turystyczne
 Limanowa – Łyżka – Pępówka – Skiełek – Jeżowa Woda – Ostra – Przełęcz Ostra-Cichoń.
 Kamienica – Modyń – przełęcz Ostra -Cichoń – północne zbocza Ostrej – Golców – Limanowa.